# Berroci
Berroci (en euskera y oficialmente Berrozi) es un despoblado que actualmente forma parte del municipio de Bernedo, en la provincia de Álava. 

## Historia
Hacia mediados del siglo XIX, el lugar, por entonces perteneciente a Arlucea, tenía contabilizada una población de 32 habitantes. Aparece descrito en el cuarto volumen del Diccionario geográfico-estadístico-histórico de España y sus posesiones de Ultramar de Pascual Madoz con las siguientes palabras:

BERROCI: v. en la prov. de Alava (4 1/2 leg. á Vitoria), part. jud. de Salvatierra (5), aud. terr. de Burgos, c. g. de las prov. Vascongadas, díoc. de Calahorra, ayunt. de Arlucea (V.) sit. en llano, con libre ventilacion y clima saludable. Tiene 5 casas, y una parr. (San Juan), servida por un cura y un beneficiado. Confina el térm. N. Azaceta; E. Virgala mayor; S. Arlucea, y O. Izarza. Dentro del mismo nace un riach., el cual se incorpora en Virgala menor con otro que desciende de Azaceta; sus aguas con las de otras fuentes que brotan en varios sitios, aprovechan para el consumo doméstico y abrevadero de los ganados. El terreno es naturalmente estéril, pero productivo por la incansable laboriosidad de los hab. Los caminos de dificil tránsito. prod. trigo, cebada, centeno, legumbres y alguna verdura; se cria ganado lanar y cabrio y el vacuno necesario para las labores; hay caza de varias clases y algunas pesca. pobl. 3 vec. 32 alm. riqueza y contrib. (V. Alava, intendencia.)
(Madoz, 1846, pp. 288-289)

En la actualidad, pertenece al municipio de Bernedo. Quedó despoblado, y en 2022 no tenía empadronado ningún habitante.
Sus terrenos pertenecen al Departamento de Interior del Gobierno Vasco, que los adquirió a comienzos de 1980 por un importe de 150 millones de pesetas para que la entonces naciente Ertzaintza entrenara a un grupo especial de escoltas. Esos escoltas —también conocidos como berrozis— entrenan en la base. Supuso por ello el primer centro de entrenamiento y germen de la hoy policía autonómica del País Vasco. Hoy en día, además de los escoltas, también tienen su base en Berroci la unidad canina, el grupo de intervención, también conocidos como Berrozi Berezi Taldea (BBT), y la sección de seguridad de edificios.[cita requerida]

## Patrimonio
Hay en el lugar una iglesia de San Juan Bautista, que era la parroquial.